# Drive Me Crazy
Drive Me Crazy ist eine US-amerikanische Filmkomödie aus dem Jahr 1999. Die Handlung basiert auf dem Roman How I Created My Perfect Prom Date von Todd Strasser. Die Hauptrollen spielten Melissa Joan Hart und Adrian Grenier.

## Handlung
Die modebewusste Nicole Maris und der Halbwaise Chase Hammond gehen beide auf die Timothy Zonin High School, sie sind auch Nachbarn. Sie entfremden sich, da sie unterschiedliche Interessen entwickeln. Der Freund von Nicole ist ein Sportler, die Freundin von Chase ist politisch interessiert.
Als Maris und Hammond von ihren Partnern sitzengelassen werden, beschließen sie, gemeinsam auszugehen, um die Partner eifersüchtig zu machen. Später finden sie sich attraktiv und werden ein Paar.

## Kritiken
James Berardinelli schrieb auf ReelViews, er habe Teile des Films genießen können und lobte die Regie von John Schultz. Er bescheinigte der Schauspielerin Melissa Joan Hart etwas Charme und Charisma, ihre Darstellung fand er akzeptabel, wunderte sich jedoch, warum sie so populär sei.
Roger Ebert schrieb in der Chicago Sun-Times vom 4. Oktober 1999, die Figuren des Films seien intelligenter, und die Dialoge seien besser geschrieben als in den vergleichbaren Teenage-Komödien. Er fand den Film insgesamt nicht großartig, aber „nett“.

## Auszeichnungen
Melissa Joan Hart gewann 2000 den Kids’ Choice Award.

## Hintergrund
Der Film wurde in Ogden (Utah) und in Salt Lake City gedreht. Seine Produktionskosten betrugen ungefähr 8 Millionen US-Dollar. Der Film spielte in den Kinos der USA etwa 17,8 Millionen US-Dollar ein.